# (5192) Yabuki
(5192) Yabuki (1991 CC) – planetoida z grupy pasa głównego asteroid okrążająca Słońce w ciągu 5 lat i 260 dni w średniej odległości 3,19 j.a. Została odkryta 4 lutego 1991 roku w Kitami przez Tetsuyę Fujii i Kazurō Watanabe.